# Énergie nucléaire en Norvège
La Norvège n'a jamais construit de centrale nucléaire pour produire de l'électricité cependant, le pays dispose d'un cadre juridique pour autoriser la construction et l'exploitation d'installations nucléaires. En outre, quatre réacteurs de recherche ont été construits en Norvège.

## Histoire
Le premier réacteur de recherche était JEEP I qui a fonctionné de 1951 à 1966. En 2019, le dernier réacteur nucléaire norvégien encore en activité, le réacteur Jeep II de Kjeller, a été arrêté après plus de 50 ans de service,.
En 2020, on estimait que le démantèlement des réacteurs de recherche Halden et Kjeller et la restauration des sites à une utilisation illimitée coûteraient environ 20 milliards de couronnes norvégiennes (2 milliards de dollars) et prendraient 20 à 25 ans.
En 2021, le Parti vert norvégien a déclaré son soutien au développement de l'énergie nucléaire comme source d'énergie alternative afin d'atteindre l'objectif du GIEC d'empêcher le réchauffement climatique de 1,5 degré .

## Développement envisagé de l'énergie nucléaire civile
Il y a eu des discussions sur l'utilisation possible de l'énergie nucléaire, qui est soutenue par certains leaders de l'industrie. Statkraft, Vattenfall, Fortum et la société d'investissement énergétique Scatec ont annoncé leur intention d'enquêter sur la construction d'une centrale électrique alimentée au thorium en 2007, ce qui n'a jamais été réalisé. En 2010, Aker Solutions a acheté des brevets au physicien lauréat du prix Nobel Carlo Rubbia pour la conception d'une centrale nucléaire au thorium basée sur un accélérateur de protons, mais a ensuite été vendu à Jacobs Engineering Group en 2011. Fin 2012, la société privée norvégienne Thor Energy, en collaboration avec le gouvernement et Westinghouse, a annoncé un essai de quatre ans utilisant du thorium dans un réacteur nucléaire existant. En 2024, Norsk Kjernekraft a soumis au Ministère de l’Énergie une proposition pour l’évaluation de la construction d’une centrale nucléaire constituée de 4 réacteurs modulaires de petite taille.

## Sources et références
1. ↑  « Regulatory and Institutional Framework for Nuclear Activities. Norway », Nuclear legislation in OECD countries, OECD/NEA,‎ 2001 (ISSN 1727-3854, lire en ligne [archive du 11 août 2011] [PDF])
2. ↑  (no) « Norges siste atomreaktor stenges – milliardopprydning venter » [archive du 14 avril 2021], www.dagsavisen.no (consulté le 16 avril 2020)
3. ↑  (no) Haugstad et NTB, « – Vemodig at det er slutt på norsk atomkraft » [archive du 25 avril 2019], tu.no, 25 avril 2019 (consulté le 16 avril 2020)
4. ↑  « Norwegian reactor dismantling to cost almost USD2 billion », World Nuclear News,‎ 18 mai 2020
5. ↑  (no) Strømme, « MDGs vedtak om støtte til atomkraft skaper reaksjoner » [archive du 27 mars 2021], NRK (consulté le 14 avril 2021)
6. ↑  « Norwegian industry wants nuclear energy », The Norway Post,‎ 23 mai 2007
7. ↑  Williams, « Green nuclear power coming to Norway » [archive du 1er juillet 2007], Cosmos, 24 mai 2007 (consulté le 14 juillet 2007)
8. ↑  Boyle, « Development of Tiny Thorium Reactors Could Wean the World Off Oil In Just Five Years » [archive du 14 mars 2021], Popular Science, 30 août 2010 (consulté le 6 septembre 2013)
9. ↑  Halper, « Norway ringing in thorium nuclear New Year with Westinghouse at the party » [archive du 28 novembre 2012], SmartPlanet, CBS Interactive, 23 décembre 2012
10. ↑  « La Norvège valide Halden pour une centrale SMR de 1200 MWe », sur energynews.pro, 8 janvier 2025 (consulté le 9 janvier 2025)